# Fayçal Ziouar
 (avril 2024).
Fayçal Ziouar (en arabe : فيصل زيوار) est un footballeur algérien né le 19 janvier 1985 à Barika dans la wilaya de Batna. Il évoluait au poste de défenseur central.

## Biographie
Il évolue en première division algérienne avec le club, du CA Batna. Il dispute 30 matchs en inscrivant deux buts en Ligue 1.